# Terenzio Mamiani
Terenzio Mamiani (Pesaro, 1799. szeptember 29. – Róma, 1885. május 25.) della Rovere gróf, olasz filozófus és államférfi.

## Élete
Részt vett az 1831. évi politikai zavargásokban, amiért az osztrákok elől menekülnie kellett. Párizsba ment, ahol az irodalomnak szentelte idejét. IX. Piusz pápa közbenjárására amnesztiát kapott, 1846-ban visszatért Olaszországba és Rómában telepedett le. Ezután a pápa belügyminiszterré nevezte ki, azonban az újabb zavargások miatt már augusztusban lemondott állásáról és Torinóba költözött, ahol Gioberti és más hazafiak közreműködésével azt a társaságot alapította, mely Itália egyesítését tűzte ki céljának. Rossi megöletése után 1848 novemberében visszatért Rómába és a Galetti-kabinetben a külügyminiszteri tárcát vállalta magára.
A francia intervenció következtében azonban otthagyta Rómát és Genovába költözött. Ugyanitt 1856-ban a képviselőházba választották. 1860. január 21-én közoktatásügyi miniszter lett a Cavour-minisztériumban; 1861-ben Athénbe, 1865-ben pedig Bernbe ment mint követ, ahonnan 1867-ben visszatért. Ebben az évben az olasz szenátus alelnökévé választotta. Számos bölcsészeti és szépirodalmi munkát írt. Megjegyzendő, hogy Mamiani mint elvrokonai, Rosmini és Gioberti, erősen bízott a modern tudományok és a katolikus egyház közötti kibékülés lehetőségében.

## Nevezetesebb művei
- Rinnovamento della filosofia antica italiana (Párizs, 1834)
- Poeti dell' etá media (Párizs, 1842)
- Dialoghi di scienza prima (uo. 1844)
- Del papato (uo. 1851)
- Scritti politici (Firenze, 1853)
- Confessioni d'un metafisico (uo. 2 kötet, 1865)
- Teorica della religione et dello stato (uo. 1868)
- Prose letterarie (uo. 1867)
- Compendio di sintesi della progria filosofia (Torino, 1878)
- Psicologia di Kant (Róma, 1877)
- La religione dell' avvenire (Milano, 1879)
- Critica della rivelizioni (uo. 1880)
- Questioni sociali (Róma, 1882)
- Novelle e favole (Nápoly, 1883)
- Il papato nei trei ultimo secoli (Milano, 1885)